# Tom Sneddon
Thomas William Sneddon, Jr. (* 26. Mai 1941 in Los Angeles, Kalifornien; † 1. November 2014 in Santa Barbara, Kalifornien) war ein US-amerikanischer Jurist. Er war der Bezirksstaatsanwalt von Santa Barbara.

## Leben
Tom Sneddon absolvierte 1963 die University of Notre Dame als Bachelor und erhielt nach weiterem Studium an der University of California, Los Angeles, einen Abschluss in Rechtswissenschaften. In den Jahren 1967 bis 1969 diente er in der United States Army. Er begann seine juristische Tätigkeit 1969 bei der Staatsanwaltschaft von Santa Barbara. Im Jahr 1983 wurde er zum ersten Mal zum Bezirksstaatsanwalt (District attorney) gewählt und war bis 2007 im Amt.
Aufgrund seiner Unerbittlichkeit trug Sneddon in seinen frühen Berufsjahren den Spitznamen Mad Dog. Zu den besonders öffentlichkeitswirksamen Prozessen Sneddons gehörten die Prozesse, in denen er die Anklage gegen Michael Jackson vertrat. Auf dem am 16. Juni 1995 bei Sony Music erschienen Michael-Jackson-Doppelalbum HIStory – Past, Present and Future Book I, verarbeitet Michael Jackson in einigen Songs den Skandal von 1993. Der auf dem Doppelalbum veröffentlichte Titel „D.S.“ steht für Dom Sheldon, wobei Michael Jackson deutlich hörbar „Tom Sneddon“ und nicht Dom Sheldon singt. Der Song ist eine Abrechnung mit dem Staatsanwalt, der sowohl 1993 als auch 2003 bis 2005 jeweils ein Verfahren gegen Jackson führte. Michael Jackson wurde in diesen beiden viel beachteten und von den Medien theatralisch kommentierten und inszenierten Verfahren von allen Anklagepunkten freigesprochen.
Am 1. November 2014 starb Sneddon an den Komplikationen seiner Krebserkrankung im Beisein seiner Familie im Santa Barbara Cottage Hospital, einem privaten Lehrkrankenhaus in Santa Barbara. Sneddon war verheiratet und hinterließ neben seiner Ehefrau Pamela neun Kinder sowie sechs Enkelkinder.